# 母体血清マーカー検査
母体血清マーカー検査(Maternal serum screening test)は、出生前検査の1つ。母体からの採血で、胎児がダウン症候群、18トリソミー、開放性神経管不全の確率を判定できる。

## 概要
検査の推奨時期は妊娠15週-17週頃とされ、結果が出るまでに10日前後かかる。母体からの採血結果に、母親の年齢と体重を加味して、胎児に異常があるかどうかの確率を計算する。測定される物質はAFPなどのタンパク質やホルモンの濃度とされる。確定診断ではないので、陽性であっても確定診断のためには羊水検査が必要となる。例えば検査結果が｢ダウン症候群陽性であり確率1/82｣であったとすると、同じ結果の妊婦が82人いた場合にその中の1人がダウン症候群の胎児を妊娠している事になる。陽性・陰性よりも、検査で示される｢確率｣の数値に注目すべき検査とされる。羊水検査による流産のリスクは0.3%以下とされるので胎児異常の確率が0.3％以上なら羊水検査を追加で実施すべきとされるが、実際に羊水検査を追加で実施するかは任意である。手軽に診断できるために、検査を受ける妊婦が増えている。1998年現在、日本国内で4つの臨床検査会社が請け負っている。

## 費用
自費診療であり健康保険は適応されない。日本の場合は、2-3万円の請求となる場合が多い(2012年）。2013年より高精度の新型出生前診断の実施が開始されたが検査代金が高額であり、母体血清マーカー検査は費用面での優位性がある。

## 普及と懸念
1990年代半ばより国内に普及した。1998年には、国内7つの施設だけで、2万1708人の妊婦が検査を受けた。1999年4月28日、厚生省の出生前診断に関する専門委員会は、「医師は検査の存在を妊婦に積極的に知らせたり、すすめたりするべきではない」という見解を示した。母体血清マーカー検査により安易な中絶が増えかねないという意見がある一方で医療情報公開の必要性を訴える意見が対立していたが、当時は検査を受ける妊婦のカウンセリング体制が十分ではないことより、医師が検査を勧めたり、企業が検査に関する文章を作成したり配布することは望ましくないとされた。同時に妊婦側から検査に関する情報提示の希望があれば、検査の問題点を含めて十分な説明を行って理解に努めるよう求めた。この勧告後一時的に検査は減少したが検査を求める妊婦側の要望は強く2003年には国内54施設だけで年間1万5000人以上の妊婦が検査を受け増加傾向とされた。周知が進み、検査を希望する妊婦が増えたためとされ、カウンセラーの養成など医療側の体制作りの必要性が指摘された。2012年には、2万2469人が検査を受けた。高齢出産の増加で出生前診断への関心が高まったことが背景とされる。2013年、さらに精度の高い新型出生前診断も日本国内で検査受諾が開始され、検査の選択肢が増えた。
イギリスでは2004年より全妊婦に対して、スクリーニング検査の1つとしてこの検査が導入された。
フランスでも、2013年現在ダウン症などのスクリーニング目的で全妊婦を対象に、無料で母体血清マーカーとNT（nuchal translucency）を組み合わせた検査が実施されている。この検査は妊婦への事前説明なしに実施されており、検査に陽性になってから初めて対象者に検査の詳細が説明される。将来的により高精度の新型出生前診断に変更することが検討されている。

## 特記事項
- プロゴルファーの東尾理子(当時36歳)がこの検査の1つ｢クアトロテスト｣を受けたことが報道され、関心が高まった[1]。